# Hypothèse de l'univers à un électron

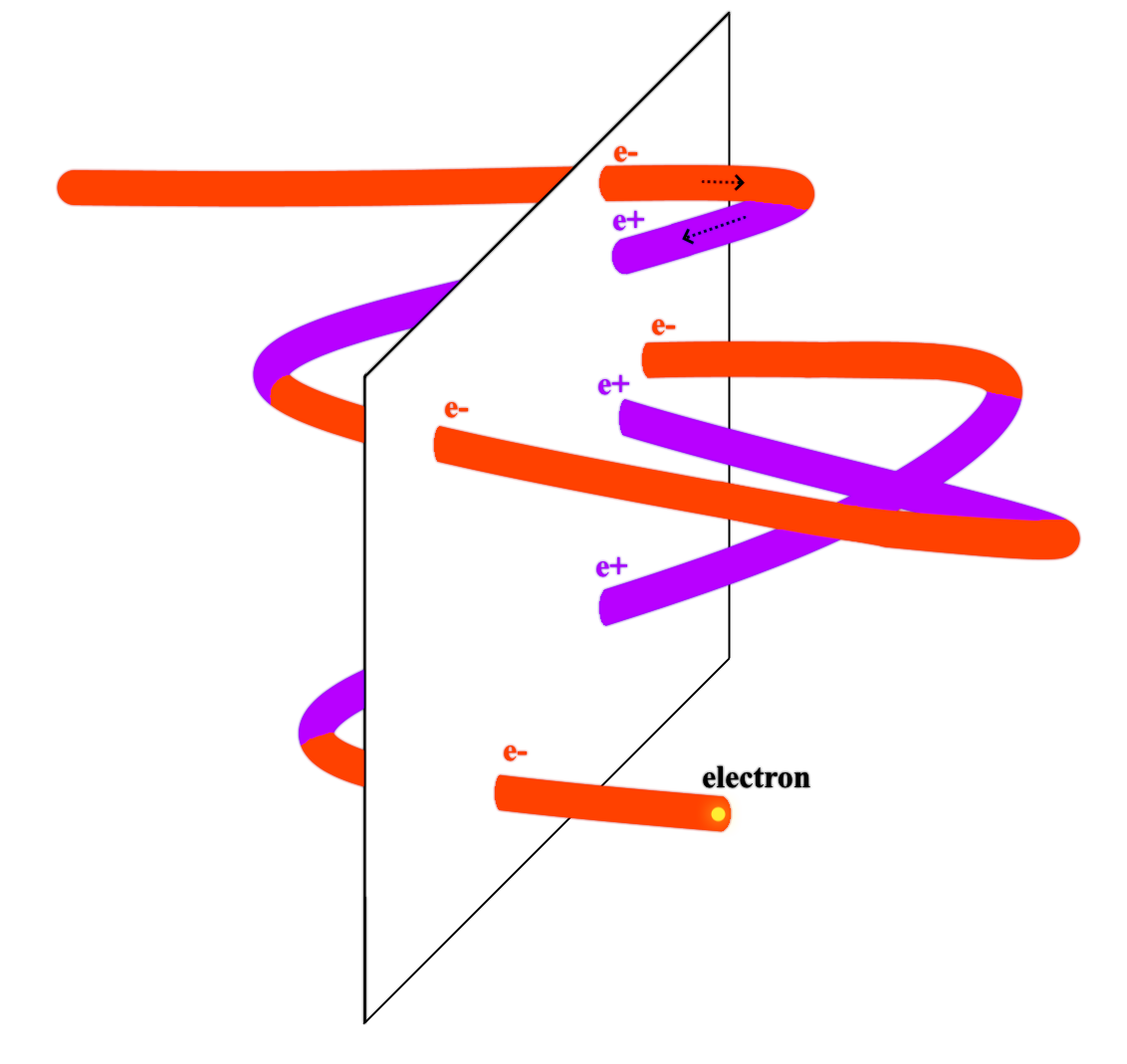
Un électron unique, selon l'hypothèse proposée à Richard Feynman par John Wheeler, serait perçu comme une infinité d'électrons et de positons à un instant donné, par le fait que celui-ci se déplace dans le temps dans un sens comme de l'autre.

L'hypothèse de l'univers à un électron, proposée par John Wheeler dans un appel téléphonique à Richard Feynman au printemps 1940, postule que tous les électrons et positons sont en réalité les manifestations d'une seule entité voyageant en avant et en arrière dans le temps. Selon Feynman :
« Un jour, à l'université de Princeton, j'ai reçu un coup de téléphone du professeur Wheeler. Il m'a dit : « Feynman, je sais pourquoi tous les électrons ont la même charge et la même masse. » « Pourquoi ? » « Parce qu'ils sont tous le même électron !»

## Aperçu
L'idée se base sur les lignes d'univers tracées à travers l' espace-temps par chaque électron. Plutôt que d'avoir une myriade de ces lignes, Wheeler a suggéré qu'elles pourraient toutes être des parties d'une seule ligne : un nœud enchevêtré de la taille de l'univers, tracé par le passage d'un seul et unique électron. Chaque instant pourrait alors être représenté comme une tranche de l'espace-temps dans laquelle la ligne nouée serait tranchée un très grand nombre de fois. Chacun de ces points de rencontre avec la ligne représenterait donc un électron réel à ce moment-là.
Lors de la capture d'une tranche, d'un instant, la moitié des particules observées serait située sur des lignes dirigées vers l'avant dans le temps et l'autre moitié serait située sur des lignes qui auraient bouclé et se seraient dirigées dans le sens inverse du temps. Wheeler a suggéré que ces sections de ligne qui remontent le temps apparaissaient comme l'antiparticule de l'électron, le positon.

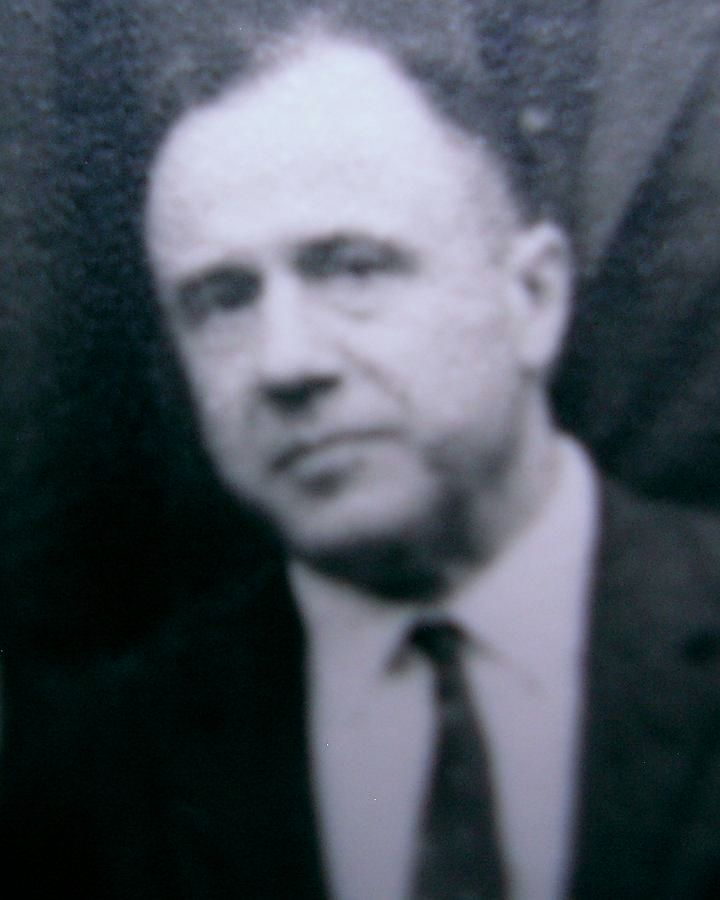
John Wheeler, auteur de l'hypothèse de l'univers à un électron, en 1963 à Copenhague.

Cette hypothèse, proposée d'abord pour justifier l'homogénéité des charges et des masses de tous les électrons de l'univers, est néanmoins contredite par des données empiriques. Nous avons observé dans notre univers une répartition très inégale entre électrons et positons : les premiers dépassant, selon nos connaissances actuelles, largement le nombre des seconds. Feynman a raconté qu'il avait discuté cette incohérence avec Wheeler, qui proposait que les positons manquants soient à chercher du côté des protons.
Feynman retiendra surtout l'idée de Wheeler selon laquelle les antiparticules pourraient être des représentations de lignes d'univers inversées. Il exprime cette idée dans le discours qu'il prononcera à l'occasion de son prix Nobel :
« Je n'ai pas pris l'idée de [Wheeler], qui voulait que tous les électrons soient les mêmes, aussi sérieusement que j'ai pris l'observation que les positrons pouvaient simplement être représentés comme des électrons allant du futur au passé dans une section inversée de leurs lignes d'univers. Ça, je le lui ai volé ! »
En effet, Feynman proposera plus tard, dans son article de 1949 « The Theory of Positrons », l'hypothèse de Wheeler, selon laquelle le positon est un électron remontant dans le temps. Yoichiro Nambu reprendra cette idée et proposera que toute production et annihilation de paires particule-antiparticule ne serait en fait que la marque d'un changement de direction dans le temps : « la création et l'annihilation éventuelle de paires qui peuvent se produire de temps en temps, n'est ni création ni annihilation, mais seulement un changement de direction des particules en mouvement, de passé au futur, ou du futur au passé ».